# Шальфкогель
Шальфкоґель — гора у групі Шнальскам Ецтальських Альп.

## Лавина
2009 року з Шальфокоґеля зійшла лавина в муніципалітеті Зельдена (за 20 км від самого міста), Австрія 3 вересня 2009. Шість людей загинули, п'ятеро чехів та один словак, у результаті катастрофи на висоті 3500 метрів (11 тис. фути) гірський хребет Шальфкоґель. З'ясувалося, що трупи були заморожені. Це була найсмертоносніша лавина в Австрії з березня 2000 року. Хоча лавини є регулярним явищем у регіоні, вони в основному вбивають окремих людей, а не цілі групи.